# ملودی اندرسون
ملودی اندرسون (انگلیسی: Melody Anderson؛ زادهٔ ۳ دسامبر ۱۹۵۵) یک مددکاری اجتماعی، سخنرانی، و هنرپیشه اهل کانادا است. وی بین سال‌های ۱۹۷۷ تا ۱۹۹۵ میلادی فعالیت می‌کرد.
او در فیلم فلش گوردون بازی کرده است.